# Christian Ludvig Lassen
Christian Ludvig Lassen (7. oktober 1767 – 9. maj 1839 i København) var kancellideputeret
Han var en søn af kancelliråd og forpagter, senere ejer, af Kongsdal Lorents Lassen (født omkring 1727 – 2. juli 1804).
Han blev 1784 privat dimitteret til Københavns Universitet, 1789 juridisk kandidat, 1790 volontør og 1792 kopist i det danske kancelli. 1800 udnævntes han til underkancellist og 1801 til kancellist i kancelliets 1. departement og ledede som sådan kontorets forretninger under den egentlige chefs dispensation, blev 1804 virkelig chef for kontoret, efter at han året forud var blevet assessor i kancellikollegiet, udnævntes 1810 til departementschef, 1813 til deputeret i kollegiet, overtog fra 1824 tillige decisionen af de offentlige stiftelsers regnskaber og døde 9. maj 1839 i København.
1799 havde han fået titel af kancellisekretær, 1805 blev han justitsråd, 1813 etatsråd, 1829 konferensråd og 1836 kommandør af Dannebrog. Han var under hele sin embedskarriere særlig knyttet til den afdeling af kancelliet, der skulle varetage kirke- og almueskolevæsenets anliggender; på disse områder besad han da også en omfattende indsigt og lagde ofte stor skarpsindighed for dagen ved sagernes behandling; men hvad der ikke sorterede under kancelliet, nærede han påfaldende ringe interesse for. Derhos synes han, der som ung mand havde været Christian Colbiørnsens protegé, at have været en udpræget repræsentant for det overmod, der gennem flere menneskealdre næsten uafbrudt prægede kancelliets optræden over for de andre kollegier.
Han var gift med Erasmine Karine født Lampe (døbt 3. september 1771 – 5. juli 1854), enke efter søkrigsprokurør Conrad Weidemann og en datter af sognepræst Marcus Rasmussen Lampe og Else Cathrine født Borchsenius.